# Giacomo Malatesta

Stemma dei Malatesta

Giacomo Malatesta (1530 – Roma, 1600) è stato un condottiero italiano.

## Biografia
Figlio di Leonida Malatesta, nel 1535 fu mandato, ancora fanciullo, dallo zio Sigismondo I Malatesta, che militava al soldo della Repubblica di Venezia. Dopo essere entrato tra i paggi di don Ferrante I Gonzaga lo seguì nell'impresa di Algeri e a Milano.
Nel 1549, con la morte del papa Paolo III, corse a Roma per aiutare Fabrizio Colonna a riconquistare lo Stato usurpatogli dal pontefice. A Roma sfidò uno spagnolo, il quale lo seguì a Milano e assalì Malatesta con alcuni sicari verso porta Comancina e lo ferì. Giacomo si difese e dopo avere ucciso uno degli aggressori mise in fuga gli altri, che però per ordine di Gonzaga vennero presi e impiccati.
Fu inviato alla corte Medicea, ma la lasciò ben presto per seguire Giambattista del Monte quando andò ad accamparsi attorno a Mirandola per partecipare all'assedio del 1551. Un anno dopo guerreggiò agli ordini di Gian Giacomo Medici, marchese di Marignano contro Parma.
Passato al servizio di Ascanio della Corgna, onde rimettere i senesi sotto il dominio di Carlo V, prese parte all'occupazione di Chiusi.
Al comando di due compagnie di fanti partecipò all'espugnazione di Monticello. Venuto a discordia con il suo generale, sotto le mura di Montalcino, prese congedo e andò a porsi all'ordine di Chiappino Vitelli, combattendo nella guerra di Corsica, quindi al soldo di Cosimo de' Medici tornò contro i senesi, cooperando con le sue milizie alla presa di forte Comallia. Ebbe la guardia di Colle e della Valdelsa con l'incarico di sottomettere tutti i castelli ligi ai senesi. Riuscito nell'impresa e fattosi conoscere per il suo valore venne scelto per la difesa di Piombino, minacciato dagli eserciti della Francia. Dovette correre all'isola d'Elba, da dove scacciò i turchi.
Nominato luogotenente generale del duca dello Stato di Piombino e nella Maremma senese, espugnò Massa, Monterotondo e Scarlino.
Fu con il marchese di Marignano alla battaglia di Marciano e all'occupazione di pont'Ercole. Dopo la morte di Giulio III, consenziente il duca Cosimo, andò in Romagna per riavere i suoi Stati e vi riuscì.
Per ordine del papa Paolo VI prese servizio sotto le bandiere papali. Assistette i Carafeschi contro Gianfranco Guidi, in Romagna, e combatté in Abruzzo contro gli spagnoli al comando del duca di Guisa, riconquistando ai nemici diverse terre.
Vinse in battaglia campale l'esercito del duca d'Alba, rimanendo ferito. Ritirandosi, presso il Tronto, mandò a sfidare nel campo nemico il conte Guidi di Bagno, ma quest'ultimo evitò lo scontro.
Passò al servizio di Francia, combattendo contro Firenze nello Stato di Siena. Quale luogotenente generale del duca di Formia assalì Montalcino e prese Pienza, ove venne gravemente ferito.
Nel 1557 tornò in patri e si stabilì a Roncofreddo.
Nel 1560 passò al servizio del papa Pio IV con una compagnia di cavalli leggeri. Quando il pontefice istituì le milizie provinciali Giacomo fu nominato colonnello delle bande stanzianti nel Patrimonio.
Nel 1563, caduto in disgrazia per non si sa quali calunnie, fu imprigionato a Castel Sant'Angelo. Liberato per intercessione del duca di Urbino, a patto di lasciare lo Stato, Giacomo passò al soldo della repubblica di Venezia, da cui ebbe il titolo di colonnello.
Con milleduecento fanti, nel 1564, fu mandato a Famagosta come governatore delle armi nell'isola di Candia, ma per avere punito arbitrariamente coloro che riteneva uccisori di suo fratello fu bandito dalla repubblica. Si rifugiò presso il duca di Urbino, ma per poco. Passò al comando di Filippo II di Spagna, a capo di duemila fanti, al soccorso di Malta assediata da Solimano, e durante il memorabile assedio diede prova della sua perizia e del suo valore.
Dopo la morte di Pio IV il successore lo riammise al proprio servizio, gli restituì i beni confiscati e lo mandò contro Guidi di Bagno, cui tolse Montebello, Ghiaggiolo e altre terre. Nel 1568 il pontefice lo inviò a presidiare Ancona contro i turchi con il grado di governatore generale della marca, e con la sopraintendenza alle fortificazioni.
Nel 1570 ebbe il titolo di marchese di Roncofreddo e Montiano e di conte di Montecodruzzo. Nello stesso anno, con il consenso del papa, ando a servire Venezia contro il sultano Selim II e venne eletto governatore generale dell'Albania. Avendo tentato un'impresa troppo rischiosa presso Risano fu assalito in una gola montana, ferito e fatto prigioniero dai turchi. Languì per undici mesi in una prigione di Costantinopoli. Per richiesta del re di Francia poté ritornare a Venezia, nel 1572, ove fu redarguito solennemente, ma poco dopo rimesso a capo di duemila fanti e mandato a Candia.
Ebbe il governo di Bergamo, che tenne per vari anni, nonché di altre città.
Era a Padova quando un suo fratello fu accusato di avere coniato moneta falsa, ma riuscì a vincere i sospetti che avevano gravato anche su di lui. Nel 1589 fu inviato nel Friuli per distruggere alcuni lavori idraulici fatti dagli austriaci sull'Isonzo, e vi tornò nel 1592 per scegliere il luogo più conveniente a costruire alcune fortezze in difesa dalle aggressioni turche e austriache. Fortificò egregiamente Palmanova.
Nel 1594 fu nominato capitano supremo di tutto l'esercito della repubblica.
Morì a Roma nel 1600.